# Салтъкли
Салтъкли (на гръцки: Καλόκαστρο, Калокастро, катаревуса: Καλόκαστρον, Калокастрон, до 1927 Σαλτικλή, Салтъкли) е село в Гърция, Егейска Македония, в дем Долна Джумая (Ираклия), област Централна Македония с 368 жители (2001).

## География
Селото е разположено на 30 километра западно от град Сяр (Серес), в североизточното подножие на Богданската планина (Вертискос).

## История

### Средновековие
Веднага южно от Салтъкли е средновековната крепост Хисар.

### В Османската империя
Според Васил Кънчов („Македония. Етнография и статистика“) в началото на XX век Салдакли е в Лъгадинска каза и има 200 жители турци.

### В Гърция
През Балканската война селото е освободено от части на българската армия, но остава в Гърция след Междусъюзническата война. Жителите му се изселват и на тяхно място са заселени гърци бежанци.
През Първата световна война между селата Салтъкли и Орляк съществува британска военно-полева болница, която по-късно става Британско военно гробище.
| Име        | Име         | Ново име             | Ново име              | Описание                                                               |
| ---------- | ----------- | -------------------- | --------------------- | ---------------------------------------------------------------------- |
| Дери дере  | Ντερί Ντερέ | Ватирема             | Βαθύρεμα              | река на СЗ от Салтъкли                                                 |
| Салтъкли   | Σαλτικλή    | Еримо Рема           | Έρημο Ρέμα            | река на Ю от Салтъкли                                                  |
| Копач дере | Κοπατσινό   | Скапанис Рема        | Σκαπάνης Ρέμα         | река на Ю от Салтъкли                                                  |
| Караджали  | Καρατζαλή   | Мавро Агати          | Μαύρο Άγκάθι          | река в Богданската планина на ЮЗ от Салтъкли, ляв приток на Копач дере |
| Мезария    | Μεζάρια     | Мнимата              | Μνήματα               | възвишение в Богданската планина на ЮЗ от Салтъкли (418 m)             |
| Башкьой    | Μπασκιόϊ    | Толос                | Θόλος                 | възвишение в Богданската планина (420,9 m) и река                      |
| Махмутлю   | Μαχμουτλιού | Нистрагменон Рема    | Νυστραγμένον Ρέμα     | река в Богданската планина на ЮЗ от Салтъкли, ляв приток на Копач дере |
| Коджакуз   | Κοτζακούζ   | Рема Мегалу Пулиу    | Ρέμα Μεγάλου Πουλιού  | река в Богданската планина на ЮЗ от Салтъкли, ляв приток на Копач дере |
| Салтъкли   | Σαλτικλνή   | Рема Епта Пигадион   | Ρέμα 'Επτά Πηγαδιών   | река на Ю от Салтъкли                                                  |
| Салтъкли   | Σαλτικλή    | Ерипия Епта Пигадион | Ερείπια Επτά Πηγαδιών | развалините на старото село Салтъкли на ЮЗ от новото                   |